# القعره السفلى (قفل شمر)

تعديل مصدري - تعديل

القعره السفلى هي إحدى قرى عزلة بني جل بمديرية قفل شمر التابعة لمحافظة حجة، بلغ تعداد سكانها 236 نسمة حسب تعداد اليمن لعام 2004.